# Dera Dida
Dera Dida (ur. 26 października 1996) – etiopska lekkoatletka specjalizująca się w biegach długodystansowych.
Podwójna medalistka mistrzostw świata w biegach przełajowych w Guiyangu (2015) i Aarhus (2019) i brązowa medalistka w biegu na 5000 metrów podczas rozgrywanych w Durbanie mistrzostw Afryki (2016) i w biegu na 10 000 metrów podczas rozgrywanych w Rabacie igrzysk afrykańskich (2019). Uczestniczka mistrzostw świata w Londynie (2017).

## Osiągnięcia
| Rok  | Impreza                                   | Miejsce | Konkurencja               | Pozycja     | Wynik    |
| ---- | ----------------------------------------- | ------- | ------------------------- | ----------- | -------- |
| 2015 | Mistrzostwa świata w biegach przełajowych | Guiyang | bieg juniorek na ok. 6 km | 2. miejsce  | 19:49    |
| 2016 | Mistrzostwa Afryki                        | Durban  | bieg na 5000 metrów       | 3. miejsce  | 15:15,26 |
| 2017 | Mistrzostwa świata w biegach przełajowych | Kampala | bieg seniorek             | –           | DNF      |
| 2017 | Mistrzostwa świata                        | Londyn  | bieg na 10 000 metrów     | 14. miejsce | 31:51,75 |
| 2019 | Mistrzostwa świata w biegach przełajowych | Aarhus  | bieg seniorek             | 2. miejsce  | 36:16    |
| 2019 | Igrzyska afrykańskie                      | Rabat   | bieg na 10 000 metrów     | 3. miejsce  | 31:58,78 |

## Rekordy życiowe
- bieg na 5000 metrów – 14:42,84 (2 czerwca 2016, Rzym)
- bieg na 10 000 metrów – 30:51,86 (17 lipca 2019, Hengelo)